# 育幼袋

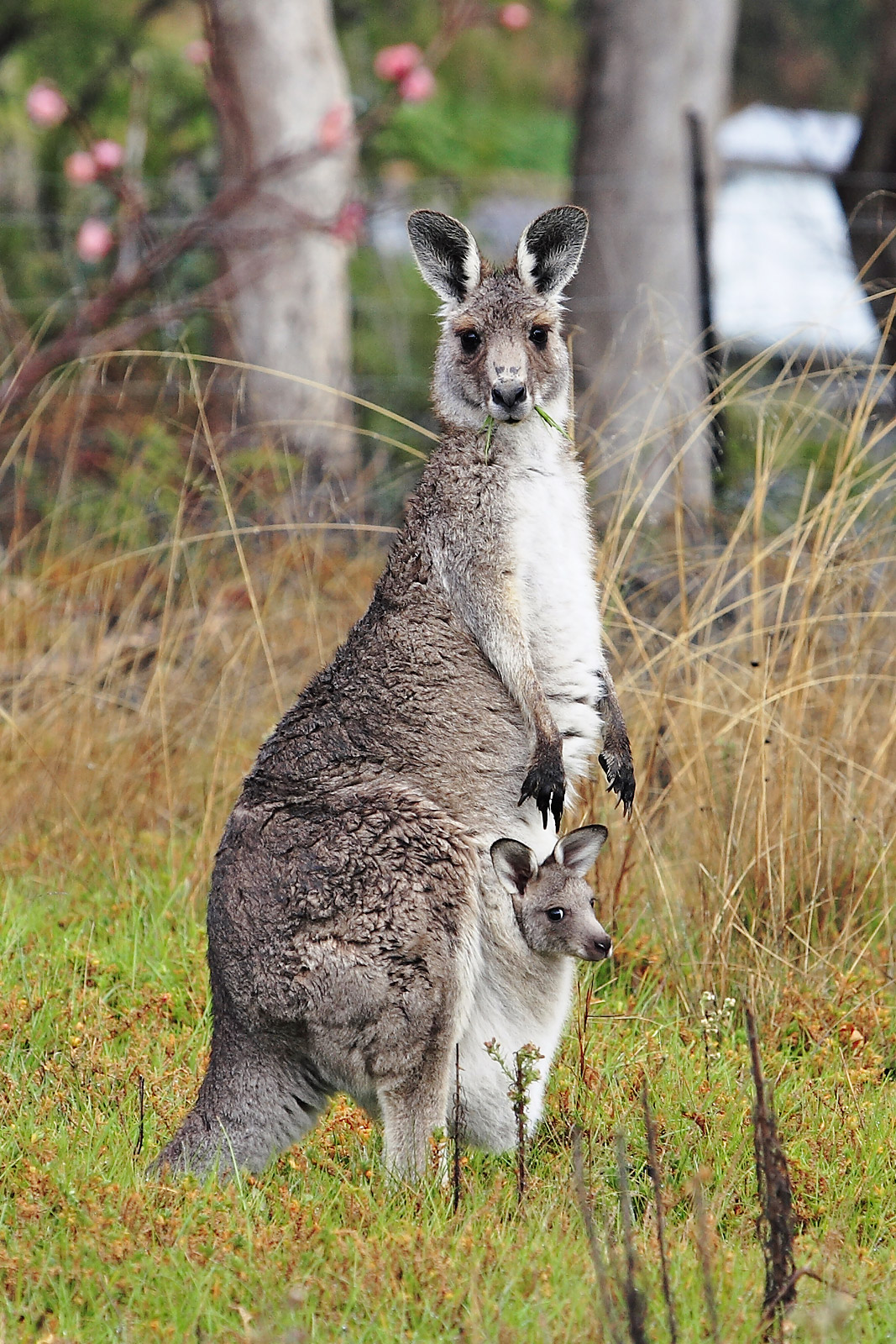
母東部灰大袋鼠與牠的孩子。

育幼袋（英語：pouch，又譯育兒囊）是有袋類雌性個體身上的一個特殊構造。「有袋類」一辭源自拉丁文中的marsupium，意思就是「囊袋」。與其他哺乳類相比之下，有袋類的幼仔在發育相當早期就從母體內生產出來，這些幼仔稱為幼獸或小袋鼠（英語：joey）。小袋鼠在出生後不久就會爬進母親的育幼袋中。育幼袋主要是由皮膚構成，將乳頭覆蓋，以保護吸取母奶的幼獸，使其得以繼續成長。
育幼袋在不同的有袋類之間並不相同，舉例而言，袋獾的育幼袋開口位於靠近臀部的一面，因此幼獸只需要爬行較短距離就可到達，而且幼獸發育到一定程度就會離開育幼袋，且再也不會回到袋中；而袋鼠的育幼袋則是開口於身體前方，因此幼獸必須爬行較長距離，且袋鼠的幼獸會有暫時性地離開袋子的行為。